# Bethesda Softworks
Bethesda Softworks, LLC — дочірня компанія ZeniMax Media, американський розробник і видавець розважального інтерактивного контенту. Заснована в 1986 році Крістофером Вівером у місті Бетесда, штат Меріленд, США. З 1990 року базується в Роквіллі, штат Мериленд, США.
Компанія Bethesda відома, у першу чергу, як розробник серії рольових ігор The Elder Scrolls.

## Дочірні підприємства
У жовтні 2019 року компанія придбала розробника мобільних ігор Alpha Dog Games, розташованого та заснованого в канадській провінції Нова Шотландія 2012 року, за нерозкриту суму коштів. Компанія передусім відома розробленням відеогри жанру рольового бойовика Wraithborne та стратегії-бойовика MonstroCity: Rampage.
У листопаді того ж року керівництво компанії повідомило, що відкриває нову дочірню студію «Roundhouse» у місті Медісон, штат Вісконсин, Сполучені Штати Америки, яка працюватиме над майбутніми проєктами холдингової компанії. До складу нової студії ввійшла команда розробників закритої того ж року компанії «Human Head», заснованої 1997 року. За часи свого існування студія займалася розробленням відеоігор, зокрема створила франшизу «Rune».

## Логотипи
Bethesda має два офіційні логотипи. Логотип «Bethesda Game Studios» зазвичай використовується для ігор, розроблених Bethesda власними групами. Його можна знайти та в іграх, виданих сторонніми видавцями. Логотип «Bethesda Softworks» часто використовується для ігор, виданих Bethesda, проте не завжди, для розроблених нею.

## Відомі ігри, опубліковані та/або розроблені
- Gridiron! (1986)
- The Terminator (1990)
- Terminator 2029 (1992)
- The Elder Scrolls: Arena (1993)
- The Terminator: Future Shock (1995)
- SkyNET (1996)
- The Elder Scrolls II: Daggerfall (1996)
- An Elder Scrolls Legend: Battlespire (1997)
- The Elder Scrolls Adventures: Redguard (1998)
- IHRA Drag Racing (2000)
- The Elder Scrolls III: Morrowind (2002)
  - Tribunal (2002)
  - Bloodmoon (2003)
- Call of Cthulhu: Dark Corners of the Earth (2005)
- Star Trek: Legacy (2006)
- The Elder Scrolls IV: Oblivion (2006)
  - Knights of the Nine (2006)
  - Shivering Isles (2007)
- Fallout 3 (2008)
  - Operation Anchorage (2009)
  - The Pitt (2009)
  - Broken Steel (2009)
  - Point Lookout (2009)
  - Mothership Zeta (2009)
- WET (2009)
- Fallout: New Vegas (2010)
  - Dead Money (2010)
  - Honest Hearts (2011)
  - Old World Blues (2011)
  - Lonesome Road (2011)
  - Gun Runners' Arsenal (2011)
- Brink (2011)
- Hunted: The Demon's Forge (2011)
- The Elder Scrolls V: Skyrim (2011)
  - Dawnguard (2012)
  - Hearthfire (2012)
  - Dragonborn (2013)
- Fallout 4 (2015)
  - Fallout 4 VR (2017)
- Doom (2016)
  - DOOM VFR (2017)
- Wolfenstein II: The New Colossus (2017)
- Fallout 76 (2018)
  - Fallout 76: Wastelanders (2020)
- The Elder Scrolls: Blades (2018)
- Doom Eternal (2020)
- Deathloop (2021)
- Redfall (2023)
- Starfield (2023)
- The Elder Scrolls VI (TBA)
- Marvel's Blade (TBA)

## Виноски
1. ↑  Company Profile. ZeniMax Media. Архів оригіналу за 26 червня 2013. Процитовано 11 жовтня 2010.
2. ↑  All the Tropes — 2013.
3. ↑  Forde, Matthew; Writer, Staff. Bethesda acquires mobile developer Alpha Dog Games. pocketgamer.biz. Архів оригіналу за 12 грудня 2019. Процитовано 24 грудня 2019.
4. ↑  Bethesda opens new studio to work on “unannounced projects”. PCGamesN (брит.). Архів оригіналу за 27 вересня 2020. Процитовано 10 травня 2020.
5. ↑  Bethesda відкрила нову студію. PlayUA (укр.). 13 листопада 2019. Архів оригіналу за 21 жовтня 2020. Процитовано 10 травня 2020.
6. ↑  Kane, Alex. Bethesda Opens Roundhouse Studios With ‘Rune II’ Devs. Forbes (англ.). Архів оригіналу за 16 листопада 2019. Процитовано 10 травня 2020.